# Homalostethus dirce
Homalostethus dirce is een halfvleugelig insect uit de familie schuimcicaden (Cercopidae). De wetenschappelijke naam van deze soort is voor het eerst geldig gepubliceerd in 1901 door Breddin.